# Publicis Groupe

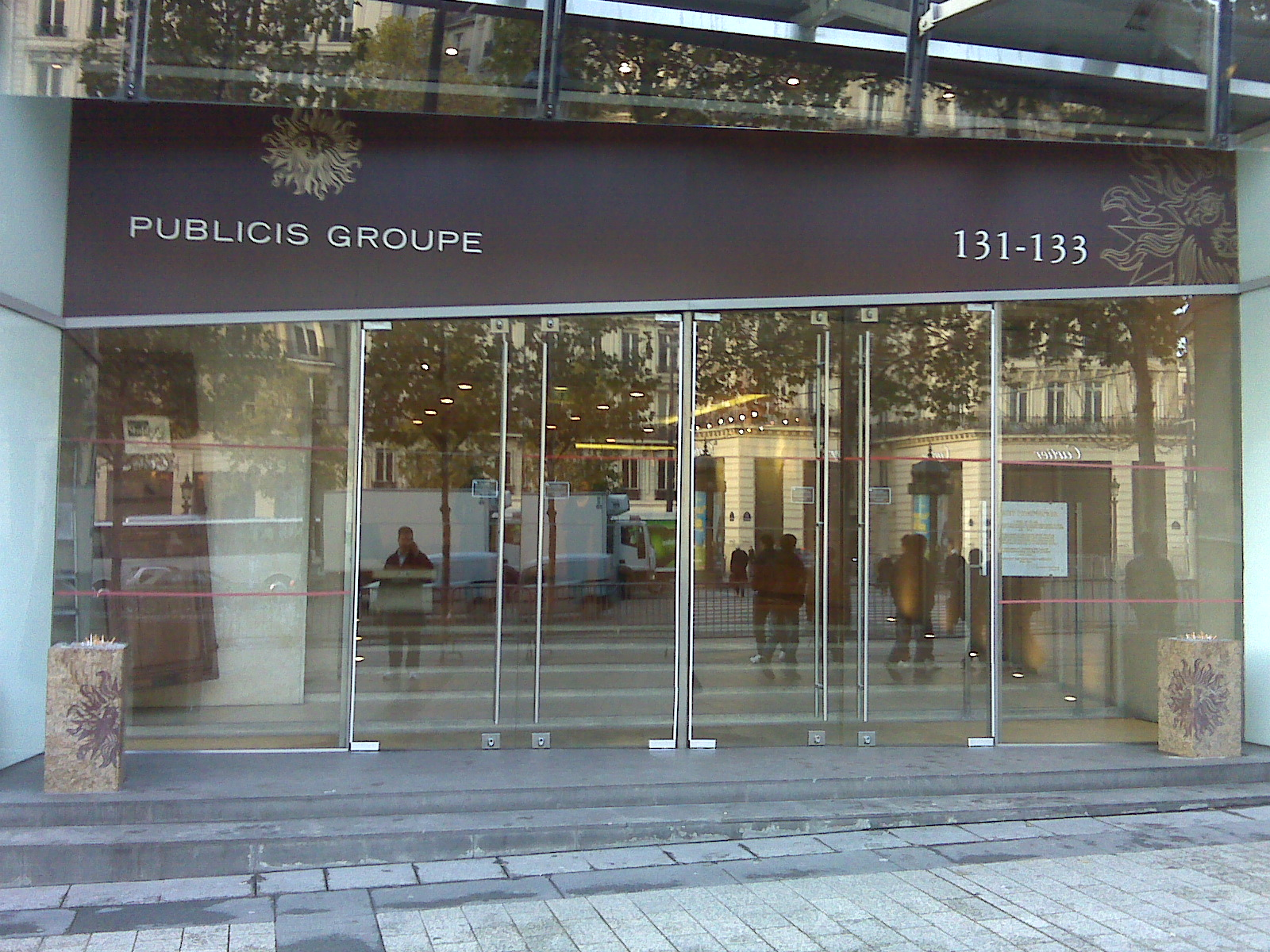
La sede centrale del Publicis Groupe agli Champs-Elysées (Parigi)

Publicis Groupe è il primo gruppo pubblicitario a livello mondiale, leader nella comunicazione, nel marketing e nella business transformation. Nasce nel 2002 a partire dall'omonima agenzia pubblicitaria fondata nel 1926 da Marcel Bleustein-Blanchet ed è oggi uno tra i principali network relativi all'industria della comunicazione, insieme a Omnicom Group, WPP, Interpublic e Dentsu. In Italia è presente tramite numerose società tra cui Publicis, Leo Burnett, Saatchi & Saatchi, DigitasLBi, MSL Group,  Vivaki, Starcom, Zenith Optimedia.

## Storia
- Nel 1926, Marcel Bleustein, allora ventenne, fonda l'agenzia Publicis ("Publi" per la pubblicità e "CIS" per il 1926, data l'assonanza in francese tra CIS e "sei") in rue du Faubourg Montmartre a Parigi.[4]
- Nel 1930, Publicis è la prima agenzia ad utilizzare la radio come mezzo pubblicitario.
- La Seconda guerra mondiale portò Marcel Bleustein a chiudere Publicis nel 1940 e ad impegnarsi nella resistenza. Dopo la fine della guerra, Marcel Bleustein-Blanchet (Blanchet era il suo nome di battaglia da partigiano) rilanciò Publicis.
- Nel 1958, Publicis trasferì la propria sede nell'edificio di Avenue des Champs-Elysées, 133 nell'edificio prima occupato dall'hotel Astoria.
- Nel 1968, Publicis realizzò la prima pubblicità televisiva per il formaggio Boursin e durante l'OPA ostile Boussois-Souchon-Neuvesel contro Saint-Gobain inventò una nuova area della comunicazione: la gestione delle crisi.
- Nel 1975, Maurice Lévy divenne amministratore delegato del gruppo.
- Nel 2000, Publicis annunciò nel mese di giugno l'acquisizione dell'agenzia britannica Saatchi & Saatchi.
- Nel 2006, Publicis ha acquistato Digitas, società specializzata nell'Internet marketing, per $ 1,3 miliardi.
- Nel 2007, Publicis ha acquisito Business Interactif, agenzia interattiva francese integrandola direttamente in Digitas.
- Nel 2008, dopo l'acquisizione dell'agenzia interattiva Modem Media negli Stati Uniti, di Wcube in Francia e di Portfolio in Corea, ha creato Publicis Modem, oggi quarto network mondiale dedicato alla comunicazione digitale. Publicis Modem offre la propria esperienza all'agenzia di direct marketing Publicis Dialog.
- Nell'agosto del 2008, Publicis acquisisce da Google Performics Search Marketing, (già nota come DoubleClick) specialista in Search engine advertising.
- Nel mese di agosto 2009, Publicis ha acquisito Razorfish, divisione di Microsoft specializzata in marketing virale di cui Duke è la filiale francese.
- Nel 2010, Duke/Razorfish, Digitas, Performics e le due reti media ZenithOptimedia e Starcom MediaVest vengono conglobate sotto il marchio VivaKi.
- Nel 2011, il gruppo Publicis acquisisce Healthcare Consulting, agenzia di consulenza specializzata in salute fondata da François Sarkozy, fratello più giovane di Nicolas Sarkozy, il quale è diventato presidente della nuova agenzia, Publicis Healthcare Consulting.[5]
- Nel giugno 2017, Arthur Sadoun succede a Maurice Lévy come presidente e direttore generale.

## Struttura del gruppo
La presente lista, aggiornata al 2008 e basata su fonti Advertising Age, ha un mero scopo didattico, ed è volta ad illustrare la complessità della struttura della multinazionale.

### Network globali
Agenzie:

#### Publicis
- Publicis – agenzia pubblicitaria principale del network
- Publicis & Hal Riney – agenzia pubblicitaria
- Publicis Modem & Dialog – agenzia servizi di marketing

#### Leo Burnett Worldwide
- Leo Burnett – agenzia pubblicitaria principale del network
- Arc – agenzia servizi di marketing
- Beacon Communications – agenzia pubblicitaria (proprietà Publicis: 66% / proprietà Dentsu: 34%)
- Lápiz – agenzia pubblicitaria
- Vigilante – agenzia pubblicitaria

#### Saatchi & Saatchi
- Saatchi & Saatchi – agenzia pubblicitaria principale del network
- Saatchi & Saatchi S – agenzia di marketing
- Saatchi & Saatchi X – agenzia promozioni
- Conill – agenzia pubblicitaria
- Team One Advertising – agenzia pubblicitaria

### Altre agenzie
- Bartle Bogle Hegarty – agenzia pubblicitaria (proprietà Publicis: solo 49%)
- Bromley Communications – agenzia pubblicitaria (proprietà Publicis: solo 49%)
- Burrell Comm. Group – agenzia pubblicitaria (proprietà Publicis: solo 49%)
- Fallon Worldwide – agenzia pubblicitaria (parte del SSF Group, con Saatchi & Saatchi)
- Kaplan Thaler Group – agenzia pubblicitariam
- Relay Worldwide – agenzia di marketing
- DigitasLBi – agenzia digitale

### Agenzie Mass Media

#### Starcom MediaVest Group
- MV42 – agenzia mass media
- SMG Search – agenzia ricerche di marketing
- Spark – agenzia digitale e new media
- Tapestry – agenzia mass media

#### Vivaki
- Denuo – consultancy
- Digitas – agenzia digitale e new media
- Performics – agenzia ricerche di marketing

#### ZenithOptimedia
- Moxie Interactive – agenzia digitale e new media

### Agenzie ambito sanitario

#### Publicis Healthcare Communications Group
- Brand Pharm – agenzia ambito sanitario
- Medicus Lifebrands – agenzia ambito sanitario
- Saatchi & Saatchi Health – agenzia ambito sanitario
- Williams-Labadie – agenzia ambito sanitario